# Episodi di Too Old to Die Young

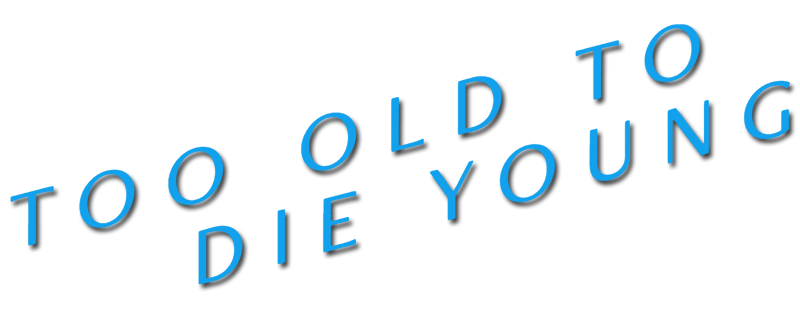

Gli episodi di Too Old to Die Young, serie televisiva creata da Ed Brubaker e Nicolas Winding Refn, sono in totale dieci. Sono stati distribuiti sul servizio on demand Amazon Prime Video a partire dal 14 giugno 2019.
| nº | Titolo originale             | Titolo italiano            | Pubblicazione USA | Pubblicazione Italia |
| -- | ---------------------------- | -------------------------- | ----------------- | -------------------- |
| 1  | Volume 1: The Devil          | Volume 1 - Il Diavolo      | 14 giugno 2019    | 14 giugno 2019       |
| 2  | Volume 2: The Lovers         | Volume 2 - Gli amanti      | 14 giugno 2019    | 14 giugno 2019       |
| 3  | Volume 3: The Hermit         | Volume 3 - L'eremita       | 14 giugno 2019    | 14 giugno 2019       |
| 4  | Volume 4: The Tower          | Volume 4 - La torre        | 14 giugno 2019    | 14 giugno 2019       |
| 5  | Volume 5: The Fool           | Volume 5 - Il matto        | 14 giugno 2019    | 14 giugno 2019       |
| 6  | Volume 6: The High Priestess | Volume 6 - La sacerdotessa | 14 giugno 2019    | 14 giugno 2019       |
| 7  | Volume 7: The Magician       | Volume 7 - Il mago         | 14 giugno 2019    | 14 giugno 2019       |
| 8  | Volume 8: The Hanged Man     | Volume 8 - L'appeso        | 14 giugno 2019    | 14 giugno 2019       |
| 9  | Volume 9: The Empress        | Volume 9 - L'imperatrice   | 14 giugno 2019    | 14 giugno 2019       |
| 10 | Volume 10: The World         | Volume 10 - Il mondo       | 14 giugno 2019    | 14 giugno 2019       |

## Volume 1 - Il diavolo
- Diretto da: Nicolas Winding Refn
- Scritto da: Nicolas Winding Refn, Ed Brubaker

### Trama
Los Angeles, giorni nostri.
La vita del poliziotto Martin Jones viene sconvolta quando il suo collega Larry Johnson viene ucciso davanti a lui a sangue freddo. L'omicidio però sembra più essere una vendetta premeditata; l'assassino infatti prima di sparare (per poi fuggire) esclama le seguenti parole -"Ei agente, per mia madre!". L'agente Johnson stava nel frattempo mandando un selfie alla sua ragazza e fortuitamente riesce a catturare nell'immagine anche la figura dell'omicida; l'agente Jones però terrà questo particolare solo per sé. 
La scena poi si sposta in Messico, nella dimora del boss gravemente malato 'Don Ricardo', dove si scopre l'identità e il movente dell'assassinio: il giovane Jesus, nipote di Don Ricardo, ha infatti vendicato la morte di sua madre Magdalena (sorella del boss) e si prepara a passare un po' di tempo in Messico, dove conoscerà meglio la sua famiglia e "imparerà a parlare spagnolo" (dato che è nato e cresciuto a Los Angeles). L'agente Jones si mette allora in contatto con un altro criminale, Damian, e dopo avergli fatto vedere l'ultima foto scattata da Johnson si scopre che l'omicidio di Magdalena è stato in realtà un errore in quanto doveva essere una rapina (commissionata proprio da Damian); resta però il dubbio su chi l'ha uccisa tra i due agenti in quanto l'uno dà la colpa all'altro. In seguito Martin viene ricattato da Amanda, la ragazza di Larry, che gli chiede 2.000 dollari (inizialmente 10.000) per il suo silenzio. Jones accetta.
Martin si reca in seguito con la sua ragazza Janey (appena 17enne) a casa di questa per conoscerne il padre e si scopre che i due si sono fidanzati in seguito al suicidio della madre della ragazza; Martin era proprio l'agente che si trovava sul posto per indagare sul suicidio. Qui ha uno strano colloquio con l'inquietante padre della ragazza Theo. Dopo esser stato minacciato nuovamente da Damian e i suoi scagnozzi per non aver sistemato "i casini che ha combinato", Martin uccide un uomo (probabilmente messicano) sottocommissione.
Dopo una sorta di elogio funebre organizzato dalla polizia per l'agente Larry Johnson, il capitano dichiara a Martin che ormai sta facendo carriera e per questo motivo verrà trasferito nella squadra investigativa per un po' di mesi per poi passare alla 'omicidi'. Infine, Martin scopre tramite Damian che era stata proprio Amanda (la ragazza di Larry) a "venderli" ai messicani per della cocaina. La ragazza viene quindi ridotta quasi in fin di vita e l'episodio termina con Celestino (braccio destro di Damian) che passa la pistola a Martin presumibilmente per freddare la ragazza.

## Volume 2 - Gli amanti
- Diretto da: Nicolas Winding Refn
- Scritto da: Nicolas Winding Refn, Ed Brubaker

### Trama
In Messico Jesus conosce suo zio Don Ricardo, capo di un potente cartello della droga e suo cugino Miguel, futuro erede al trono dell'organizzazione criminale.
Durante il giorno della commemorazione della morte di Magdalena (la madre di Jesus) Don Ricardo e Yaritza, misteriosa donna affiliata al cartello, partecipano ad una seduta spiritica in cui evocano la defunta Magdalena. Al rituale partecipa anche Jesus.
Poco dopo Don Ricardo rivela al nipote la sua intenzione di instaurare una tregua con la polizia locale capitanata da Cortez al fine di interrompere lo spargimento di sangue tra i poliziotti e gli uomini del suo cartello. In quest'occasione Don Ricardo avverte Jesus della pericolosità di Cortez, poliziotto corrotto e ambiguo, invitando il nipote a non fidarsi di lui. 
Jesus approva la decisione di suo zio, a differenza di Miguel che invece vorrebbe continuare lo spargimento di sangue.
Miguel e Jesus si recano all' ufficio di Cortez per trattare la pace, che verrà sancita con una partita di calcio tra poliziotti e uomini del cartello. In quest' occasione Cortez rivela a Miguel che un misterioso vigilante uccide gli uomini del cartello di Don Ricardo ostacolando il giro d'affari legato alla prostituzione della sua organizzazione criminale. Miguel decide quindi di ridurre la paga settimanale di Cortez fin quando quest'ultimo non troverà il misterioso giustiziere.
Miguel non crede del tutto alle parole di Cortez riguardo al giustiziere e pensa che sia lo stesso Cortez a tradire il cartello. Questa convinzione gli viene rafforzata durante una conversazione con Gato, il suo braccio destro, che suggerisce a Miguel di far fuori suo padre ormai prossimo alla morte per occupare il trono dell'organizzazione e continuare la guerra spietata contro la polizia locale, annullando la tregua appena sancita con Cortez.
Intanto la salute di Don Ricardo peggiora, motivo per cui il boss  chiede a Yaritza di leggere i tarocchi per capire che tipo di capo sarà suo figlio Miguel quando alla sua morte si troverà a dover comandare il cartello. 
Intanto il giorno della tregua è arrivato, e durante la partita di calcio tra poliziotti e membri del cartello, Don Ricardo spiega a Jesus la circostanza in cui Yaritza si è unita al suo cartello: afferma di aver trovato la donna sola nel deserto, nuda "come una farfalla", motivo per cui Don Ricardo decise di prenderla sotto la sua ala protettrice, interpretando il loro incontro come un segno del destino.
Pochi giorni dopo la tregua, Don Ricardo muore improvvisamente durante la cena. In questo momento lo sguardo accusatorio di Jesus nei confronti del cugino provoca un'accesa ira in Miguel che arriva a picchiare brutalmente Jesus, lasciando intuire allo spettatore che Miguel ha effettivamente seguito il consiglio di Gato avvelenando il padre per prendere il controllo dell'organizzazione. 
Nei giorni successivi hanno luogo le commemorazioni funebri di Don Ricardo, a cui partecipa anche Cortez che invita Miguel a mantenere la pace voluta da suo padre anche ora che è lui il nuovo capo del cartello. 
Miguel affida a Yaritza un compito piuttosto semplice: dovrà consegnare una prostituta del cartello agli uomini di una gang rivale. Giunta sul punto della consegna Yaritza decide però di liberare la donna freddando i due uomini venuti a prelevarla. La donna chiede a Yaritza perché la sta aiutando, domanda a cui Yaritza risponde affermando che lei è "La Gran Sacerdotessa della Morte", rivelando quindi che il misterioso "vigilante" di cui parlava Cortez è in realtà  la stessa Yaritza.
Nel frattempo Miguel e Jesus decidono di annullare la tregua con Cortez e scatenare una spirale di violenza senza precedenti. L'episodio si conclude con Jesus che giustizia alcuni poliziotti sparandoli alla testa (tra cui lo stesso Cortez)

## Volume 3 - l'eremita
- Diretto da: Nicolas Winding Refn
- Scritto da: Nicolas Winding Refn, Ed Brubaker

## Volume 4 - La torre
- Diretto da: Nicolas Winding Refn
- Scritto da: Nicolas Winding Refn, Ed Brubaker

## Volume 5 - Il matto
- Diretto da: Nicolas Winding Refn
- Scritto da: Nicolas Winding Refn, Ed Brubaker

## Volume 6 - La sacerdotessa
- Diretto da: Nicolas Winding Refn
- Scritto da: Nicolas Winding Refn, Ed Brubaker

## Volume 7 - Il mago
- Diretto da: Nicolas Winding Refn
- Scritto da: Nicolas Winding Refn, Ed Brubaker

## Volume 8 - L'appeso
- Diretto da: Nicolas Winding Refn
- Scritto da: Nicolas Winding Refn, Ed Brubaker

## Volume 9 - L'imperatrice
- Diretto da: Nicolas Winding Refn
- Scritto da: Nicolas Winding Refn, Ed Brubaker, Halley Gross

## Volume 10 - Il mondo
- Diretto da: Nicolas Winding Refn
- Scritto da: Nicolas Winding Refn, Ed Brubaker, Halley Gross